# You Can't Catch Me
Cet article concerne l'album de Māya Sakamoto. Pour la chanson de Chuck Berry, voir You Can't Catch Me (chanson de Chuck Berry).
Albums de Māya Sakamoto
Everywhere
(2010) Driving in the Silence
(2011)
Singles
You can't catch me est le 7e album de Māya Sakamoto, sorti sous le label Victor Entertainment le 12 janvier 2011 au Japon. Il sort en format CD et 2CD.

## Présentation
Cet album a atteint la 1re place du classement de l'Oricon. Il se vend à 26 607 exemplaires la première semaine et reste classé pendant huit semaines, pour un total de 39 861 exemplaires vendus. C'est son premier album à arriver premier à l'Oricon. Il contient son single Down Town / Yasashisa ni Tsutsumareta Nara ainsi que son single digital Utsukushii Hito.

## Liste des titres

### Disque 1
| No  | Titre                                                                                           | Paroles           | Musique             | Arrangement                       | Durée |
| --- | ----------------------------------------------------------------------------------------------- | ----------------- | ------------------- | --------------------------------- | ----- |
| 1.  | Eternal Return                                                                                  | Māya Sakamoto     | Atsushi Suemitsu    | Atsushi Suemitsu                  | 4:16  |
| 2.  | Himitsu (秘密)                                                                                  | Māya Sakamoto     | Jun Shibata         | Zentaro Watanabe                  | 4:35  |
| 3.  | Down Town (DOWN TOWN)                                                                           | Ginji Ito         | TaroYamashita       | Takayuki Hattori                  | 3:58  |
| 4.  | Utsukushii Hito (美しい人)                                                                      | Māya Sakamoto     | Yōko Kanno          | Yōko Kanno                        | 5:04  |
| 5.  | Kimi no Sei (キミノセイ)                                                                        | Kenji Watanabe    | Suneohair           | Suneohair                         | 5:14  |
| 6.  | Zero to Ichi (ゼロとイチ)                                                                       | Shintaro Tokita   | Shintaro Tokita     | Masahito Ishinari                 | 4:44  |
| 7.  | Mizumi (みずうみ)                                                                               | Māya Sakamoto     | Cano Caoli          | Cano Caoli                        | 6:10  |
| 8.  | Stand Up, Girls!                                                                                | Māya Sakamoto     | Syoko Suzuki        | Takuo Yamamoto                    | 3:49  |
| 9.  | Mirai Chizu (ミライ地図)                                                                        | Hidetoshi Sakurai | Hidetoshi Sakurai   | Hidetoshi Sakurai, Tatsuya Murata | 4:53  |
| 10. | Moonlight (Mata wa "Kimi ga Nemuru Tame no Ongaku") (ムーンライト(または“きみが眠るための音楽”) | Māya Sakamoto     | Yasuyuki Horigome   | Keiichi Tomita                    | 4:51  |
| 11. | Tegami (手紙)                                                                                   | Māya Sakamoto     | Katsutoshi Kitagawa | Katsutoshi Kitagawa               | 2:22  |
| 12. | Topia                                                                                           | Māya Sakamoto     | Kana Yabuki         | Shin Kono                         | 5:05  |

### Disque 2
| No | Titre                                                    | Durée |
| -- | -------------------------------------------------------- | ----- |
| 1. | Everywhere -opening-                                     | 1:33  |
| 2. | Gift                                                     | 5:32  |
| 3. | Hemisphere (ヘミソフィア)                                | 4:20  |
| 4. | 0331 medley (featuring Yōko Kanno)                       | 11:28 |
| 5. | I.D.                                                     | 5:21  |
| 6. | Magic Number (featuring Syoko Suzuki) (マジックナンバー) | 5:36  |
| 7. | Everywhere -piano & vocal-                               | 5:08  |